# Płaszczyzna Fana
Płaszczyzna Fana – struktura geometryczna, nazwana na cześć włoskiego matematyka Gina Fana.
Jest to zbiór złożony z siedmiu elementów zwanych punktami, w którym wyróżniono rodzinę siedmiu podzbiorów zwanych prostymi, spełniających następujące warunki:
- każde dwie różne proste mają dokładnie jeden punkt wspólny
- każde dwa różne punkty należą do dokładnie jednej prostej.

Stosując oznaczenia z rysunku, jest to zbiór {A,B,C,D,E,F,G}, w którym wyróżniono rodzinę następujących podzbiorów: 
- {A,B,C}, {A,F,E}, {C,D,E} przedstawione jako boki trójkąta odpowiednio l, n, m
- {A,G,D}, {C,G,F}, {E,G,B} przedstawione jako wysokości trójkąta odpowiednio p, q, r
- {B,D,F} przedstawiony jako okrąg s

Własności
- każda prosta składa się z trzech różnych punktów
- każdy punkt należy do trzech różnych prostych

Płaszczyzna Fana została skonstruowana w celu wykazania niezależności aksjomatu Fana od pozostałych aksjomatów płaskiej geometrii rzutowej.